# Arenaria bryophylla
Arenaria bryophylla là loài thực vật có hoa thuộc họ Cẩm chướng. Loài này được Fernald mô tả khoa học đầu tiên năm 1919.